# Prédateur sexuel
Un prédateur sexuel est une personne considérée comme obtenant ou tentant d'obtenir des actes sexuels avec une autre personne d'une manière métaphoriquement « prédatrice » ou abusive. L'expression est une analogie avec un prédateur qui chasse une proie : le prédateur sexuel est vu comme quelqu'un qui « chasse » ses partenaires sexuels,. Le langage courant, surtout dans la presse ou dans le domaine politique, désigne comme des « prédateurs sexuels » les personnes qui commettent des infractions sexuelles, comme le viol ou l'abus sexuel sur mineur.

## Définitions

### Origines et emploi
C'est à J. Edgar Hoover, directeur du Federal Bureau of Investigation, que l'on attribue la première utilisation de cette expression dans les années 1920. Dans les années 1990, le terme devient largement diffusé par Andrew Vachss et l'émission 48 Hours (en). Dans la presse, il n'existe aucune mention de cette expression en 1985 et 1986 mais elle apparaît 321 fois en 1994 et 924 fois en 1995. Certains États des États-Unis ont défini un statut particulier via les lois sur les prédateurs sexuels violents (en) : elles permettent de laisser en prison ces criminels après l'échéance de leur peine s'ils sont considérés comme dangereux pour la société. Les autorités peuvent les recenser sur un fichier d'auteurs d'infractions sexuelles, que n'importe qui peut consulter via Internet,.

### Différence avec les auteurs d'infractions sexuelles
L'expression « prédateur sexuel » est souvent différenciée de celle d'un « auteur d'infraction sexuelle ». Aux États-Unis, de nombreux États établissent une différence entre ces catégories : l'auteur d'infraction sexuelle est une personne qui a commis une infraction, alors que le prédateur sexuel s'emploie pour désigner une personne qui, en général, recherche des contacts sexuels considérés comme relevant d'une exploitation ou d'un abus. Par exemple, dans l'Illinois, une personne condamnée pour une infraction sexuelle contre un mineur est considérée comme un prédateur sexuel, peu importe la nature du crime (s'il est violent ou non, ou si cette infraction est perpétrée contre un jeune enfant ou contre un adolescent). Cette absence de distinction a soulevé des critiques car l'expression est utilisée à mauvais escient voire banalisée et elle a donc perdu une part de sa signification et de sa portée originelles.

### En français
D'après le dictionnaire Larousse, le prédateur sexuel est un  « agresseur sexuel récidiviste, qui choisit ses victimes selon des critères particuliers (âge et sexe, par exemple) ». Selon l'Office québécois de la langue française, le terme renvoie à un « agresseur sexuel qui planifie ses actions, qui agit de sang-froid et qui fait de nombreuses victimes les unes à la suite des autres ». L'Institut national de santé publique du Québec signale que l'expression « est habituellement utilisée de manière péjorative ou pour créer une forte impression pour parler d’un individu qui a commis plusieurs agressions sexuelles ». L'expression s'est étendue aux cyberprédateurs, « qui communiquent avec un mineur dans le but de commettre une infraction sexuelle » (voir : pédopiégeage).